# Акилес Јервинен
Акиллес "Аки" Ееро Јоханнес Јервинен (Јивескиле 9. септембар 1905 — Тампере, 7. март 1943. бивши је фински атлетичар који се такмичио у десетобоју. Троструки учесник на Олимпијским играма 1928. у Амстердаму, 1932. у Лос Анђелесу и 1936. у Берлину и освојио две сребрне медаље, 1928, и 1932, а сва три пута био је нослилац финске заставе на свечаном отварању Игара.
Такође је учествовао на 1. Европском првенсснству на отвореном 1934. и у трчаање на 400 метара освојио друго место и сребрну медаљу.
Јервинен је био један од најсвестранијих финских спортиста пре рата. На државном нивоу његови рекорди у десетобоју и даље су конкурентни, а да су користили садашње таблице бодова у сетебоју, Јервинен би освојио златне медаље на Олимпијским играма 1928. и 1932. године.
Јервинен је погинуо 1943, када се његов тренерски авион VL Pyry срушио током пробног лета. Његов млађи брат Мати био је олимпијски победник и десетоструки светски рекордер у бацању копља. Његов старији брат Кале био је учесник Олимпијских игара 1932. у бацању кугле. док је њихов отац Вернер освојио једну златну и две бронзане олимпијске медаље у бацању диска.

## Лични рекорди
- 100 м — 10,9 с (1934).
- 200 м — 21,9 с (1930).
- 400 м — 49.1 с (1931).
- 1.500 м — 4:42,0 с (1928).
- 110 м препоне — 15,2 с (1930).
- 400 м препоне — 21,9 с (1930)).
- Скок увис — 1,90 м (1925),
- Скок мотком — 3,60 м (1930).
- Скок удаљ — 7,12 м (1930)
- Троскок — 14,34 м (1926)
- Бацање кугле — 14,10 м (1926).
- Бацање диска — 37,94 м (1931).
- Бацање копља — 63,25 m (1933).
- Десетобој — 8.292 (1932, таблице из 1912)